# Masters de Cincinnati 2021
El Masters de Cincinnati 2021 fue un torneo de tenis perteneciente a la ATP en la categoría de ATP Tour Masters 1000 y a la WTA en la categoría WTA 1000. Se disputó del 15 al 22 de agosto de 2021 en Cincinnati, Ohio (Estados Unidos), sobre canchas duras, el cual pertenece a un conjunto de torneos que forman el US Open Series 2021.

## Puntos y premios

### Distribución de puntos
| Evento                 | G    | F   | SF  | CF  | Ronda de 16 | Ronda de 32 | Ronda de 64 | Q  | Q2 | Q1 |
| Individuales Masculino | 1000 | 600 | 360 | 180 | 90          | 45          | 10          | 25 | 16 | 0  |
| Dobles Masculino       | 1000 | 600 | 360 | 180 | 90          | 0           | —           | —  | —  | —  |
| Individuales Femenino  | 900  | 585 | 350 | 190 | 105         | 60          | 1           | 30 | 20 | 1  |
| Dobles Femenino        | 900  | 585 | 350 | 190 | 105         | 5           | —           | —  | —  | —  |

### Premios monetarios
| Evento                 | G          | F        | SF       | CF       | Ronda de 16 | Ronda de 32 | Ronda de 64 | Q2    | Q1    |
| Individuales masculino | $1 114 225 | $564 005 | $289 290 | $149 100 | $74 695     | $39 120     | $22 045     | $8435 | $4220 |
| Individuales femenino  | $501 975   | $243 920 | $122 190 | $58 185  | $28 030     | $14 360     | $7745       | $3150 | $1905 |
| Dobles masculino       | $331 300   | $161 680 | $81 040  | $41 280  | $21 780     | $11 660     | —           | —     | —     |
| Dobles femenino        | $143 600   | $72 534  | $35 910  | $18 075  | $9170       | $4530       | —           | —     | —     |

## Cabezas de serie

### Individuales masculino
Los cabezas de serie están establecidos al ranking del 9 de agosto. Los tenistas defenderán el mejor resultado conseguido durante las últimas dos ediciones (2019 y 2020).
| N.º | Rank. | Tenista               | Puntos | Puntos por defender | Puntos ganados | Nuevos puntos | Ronda hasta la que avanzó en el torneo                |
| 1   | 2     | Daniil Medvédev       | 10 620 | 1000                | 360            | 9980          | Semifinales, perdió ante Andrey Rublev [4]            |
| 2   | 3     | Stefanos Tsitsipas    | 8350   | 360                 | 360            | 8350          | Semifinales, perdió ante Alexander Zverev [3]         |
| 3   | 5     | Alexander Zverev      | 7250   | 10                  | 1000           | 8240          | Campeón, venció a Andrey Rublev [4]                   |
| 4   | 7     | Andrey Rublev         | 6005   | 205                 | 600            | 6400          | Final, perdió ante Alexander Zverev [3]               |
| 5   | 8     | Matteo Berrettini     | 5533   | 90                  | 90             | 5533          | Tercera ronda, perdió ante Félix Auger-Aliassime [12] |
| 6   | 10    | Denis Shapovalov      | 3625   | 45                  | 10             | 3590          | Segunda ronda, perdió ante Benoît Paire               |
| 7   | 12    | Pablo Carreño         | 3260   | 115                 | 180            | 3325          | Cuartos de final, perdió ante Daniil Medvédev [1]     |
| 8   | 11    | Casper Ruud           | 3310   | 35                  | 180            | 3455          | Cuartos de final, perdió ante Alexander Zverev [3]    |
| 9   | 13    | Hubert Hurkacz        | 3253   | 10                  | 90             | 3333          | Tercera ronda, perdió ante Pablo Carreño [7]          |
| 10  | 14    | Diego Schwartzman     | 2980   | 90                  | 90             | 2980          | Tercera ronda, perdió ante Casper Ruud [8]            |
| 11  | 15    | Jannik Sinner         | 2745   | (40)                | 45             | 2750          | Segunda ronda, perdió ante John Isner                 |
| 12  | 17    | Félix Auger-Aliassime | 2693   | 45                  | 180            | 2828          | Cuartos de final, perdió ante Stefanos Tsitsipas [2]  |
| 13  | 16    | Roberto Bautista      | 2720   | 360                 | 10             | 2370          | Primera ronda, perdió ante Grigor Dimitrov            |
| 14  | 18    | Álex de Miñaur        | 2600   | 90                  | 45             | 2555          | Segunda ronda, perdió ante Gaël Monfils               |
| 15  | 19    | David Goffin          | 2513   | 600                 | 10             | 1923          | Primera ronda, perdió ante Guido Pella [PR]           |
| 16  | 20    | Christian Garín       | 2475   | 10                  | 10             | 2475          | Primera ronda, perdió ante Tommy Paul [Q]             |

#### Bajas masculinas
| Clasif | Jugador        | Puntos Antes | Puntos a defender | Puntos ganados | Puntos después | Baja debido a         |
| ------ | -------------- | ------------ | ----------------- | -------------- | -------------- | --------------------- |
| 1      | Novak Djokovic | 12 113       | 1000              | 0              | 11 113         | Descanso.             |
| 4      | Rafael Nadal   | 7815         | 0                 | 0              | 7815           | Lesión en el pie.     |
| 6      | Dominic Thiem  | 7005         | 10                | 0              | 6995           | Lesión en la muñeca.  |
| 9      | Roger Federer  | 4215         | 90                | 0              | 4125           | Lesión en la rodilla. |

### Dobles masculino
| Tenista                            | Clasif | Preclasificados |
| Nikola Mektić Mate Pavić           | 3      | 1               |
| Marcel Granollers Horacio Zeballos | 12     | 2               |
| Juan Sebastián Cabal Robert Farah  | 13     | 3               |
| Rajeev Ram Joe Salisbury           | 19     | 4               |
| Kevin Krawietz Horia Tecău         | 37     | 5               |
| John Peers Filip Polášek           | 37     | 6               |
| Łukasz Kubot Marcelo Melo          | 37     | 7               |
| Raven Klaasen Ben McLachlan        | 51     | 8               |

### Individuales femenino
- Ranking del 9 de agosto de 2021.[11]

| N.º | Rank. | Tenista                  | Puntos | Puntos por defender | Puntos ganados | Nuevos puntos | Ronda hasta la que avanzó en el torneo            |
| 1   | 1     | Ashleigh Barty           | 9635   | 0                   | 900            | 10185         | Campeona, venció a Jil Teichmann [WC]             |
| 2   | 2     | Naomi Osaka              | 7146   | 585                 | 105            | 6666          | Tercera ronda, perdió ante Jil Teichmann [WC]     |
| 3   | 3     | Aryna Sabalenka          | 6845   | 105                 | 60             | 6800          | Segunda ronda, perdió ante Paula Badosa           |
| 4   | 5     | Elina Svitólina          | 5035   | 0                   | 60             | 5030          | Segunda ronda, perdió ante Angelique Kerber       |
| 5   | 6     | Karolína Plíšková        | 4850   | 60                  | 350            | 5530          | Semifinales, perdió ante Jil Teichmann [WC]       |
| 6   | 7     | Iga Świątek              | 4550   | 1                   | 60             | 4461          | Segunda ronda, perdió ante Ons Jabeur             |
| 7   | 8     | Bianca Andreescu         | 4431   | 0                   | 60             | 4537          | Segunda ronda, perdió ante Karolina Muchová       |
| 8   | 9     | Garbiñe Muguruza         | 4165   | 0                   | 60             | 4210          | Tercera ronda, perdió ante Barbora Krejčíková [9] |
| 9   | 10    | Barbora Krejčíková       | 4113   | 0                   | 190            | 4273          | Cuartos de final, perdió ante Ashleigh Barty [1]  |
| 10  | 11    | Belinda Bencic           | 4035   | 0                   | 190            | 4170          | Cuartos de final, perdió ante Jil Teichmann [WC]  |
| 11  | 12    | Petra Kvitová            | 3985   | 60                  | 190            | 4170          | Cuartos de final, se retiró ante Angelique Kerber |
| 12  | 13    | Simona Halep             | 3925   | 0                   | 60             | 3881          | Segunda ronda, se retiró ante Jessica Pegula      |
| 13  | 14    | Jennifer Brady           | 3770   | 1                   | 60             | 3489          | Segunda ronda, se retiró ante Jeļena Ostapenko    |
| 14  | 15    | Victoria Azárenka        | 3766   | 900                 | 105            | 3160          | Tercera ronda, perdió ante Ashleigh Barty [1]     |
| 15  | 16    | Elise Mertens            | 3580   | 350                 | 60             | 3330          | Segunda ronda, perdió ante Elena Rybakina         |
| 16  | 17    | Anastasia Pavlyuchenkova | 3420   | 0                   | 0              | 3420          | Baja antes de la primera ronda                    |

#### Bajas femeninas
| Clasif | Jugador     | Puntos antes | Puntos a defender | Puntos ganados | Puntos después | Baja debido a     |
| ------ | ----------- | ------------ | ----------------- | -------------- | -------------- | ----------------- |
| 4      | Sofia Kenin | 5345         | 60                | 0              | 5030           | Lesión en el pie. |

### Dobles femenino
| Tenista                               | Clasif | Preclasificadas |
| Su-Wei Hsieh Elise Mertens            | 3      | 1               |
| Barbora Krejčíková Kateřina Siniaková | 11     | 2               |
| Shuko Aoyama Ena Shibahara            | 18     | 3               |
| Nicole Melichar Demi Schuurs          | 23     | 4               |
| Alexa Guarachi Desirae Krawczyk       | 33     | 5               |
| Gabriela Dabrowski Luisa Stefani      | 40     | 6               |
| Hao-Ching Chan Yung-Jan Chan          | 40     | 7               |
| Darija Jurak Andreja Klepač           | 44     | 8               |

## Campeones

### Individual masculino
Alexander Zverev venció a  Andrey Rublev por 6-2, 6-3

### Individual femenino
Ashleigh Barty venció a  Jil Teichmann por 6-3, 6-1

### Dobles masculino
Marcel Granollers /  Horacio Zeballos vencieron a  Steve Johnson /  Austin Krajicek por 7-6(7-5), 7-6(7-5)

### Dobles femenino
Samantha Stosur /  Shuai Zhang vencieron a  Gabriela Dabrowski /  Luisa Stefani por 7-5, 6-3